# ライト兄弟メモリアル

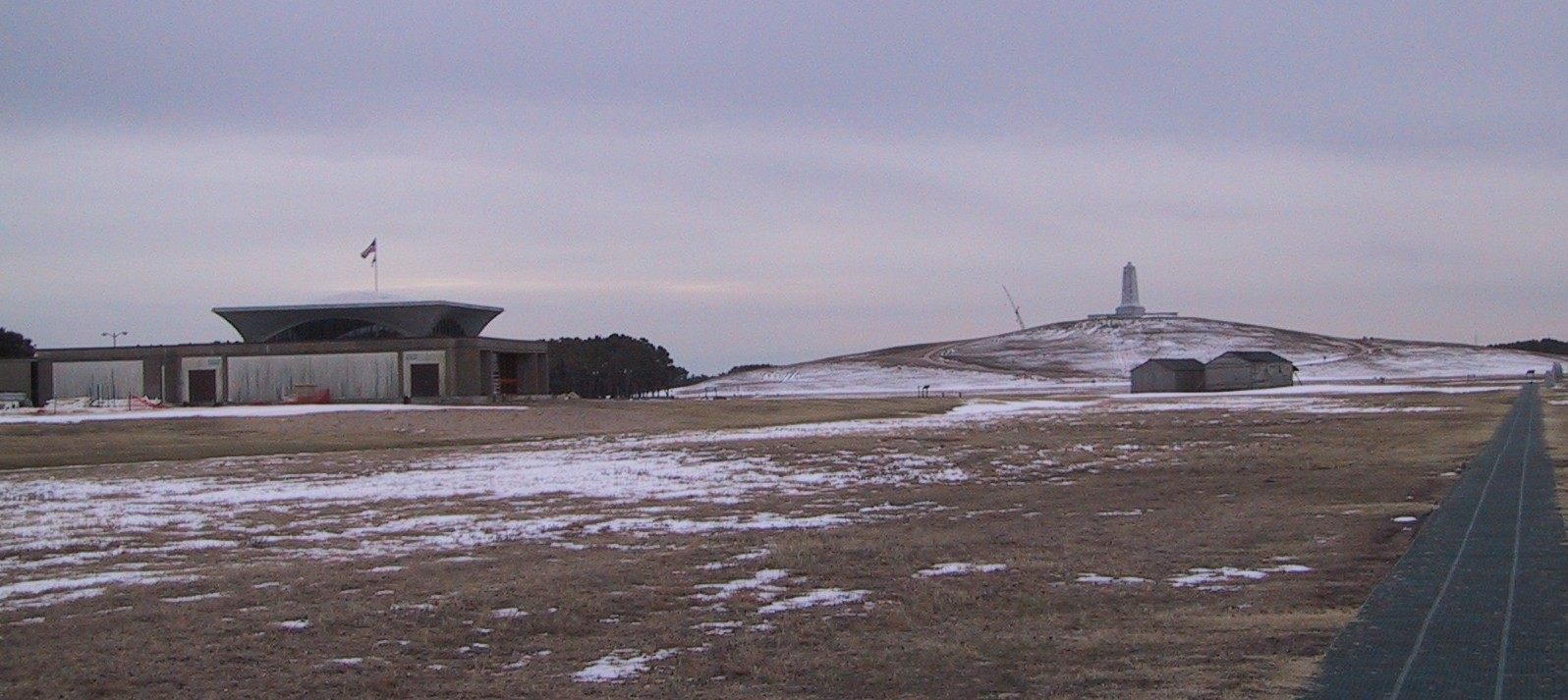
北よりライト兄弟メモリアル全景を望む。雪景色は珍しい。

ライト兄弟メモリアル(Wright Brothers National Memorial)はライト兄弟による初の動力飛行が行われた場所を記念する施設でノースカロライナ州キル・デビル・ヒルズにある。なお当時の最寄の集落が4kmほど北のキティホーク町であったため初飛行の場所は現在でもキティーホークと呼ばれることが多い。

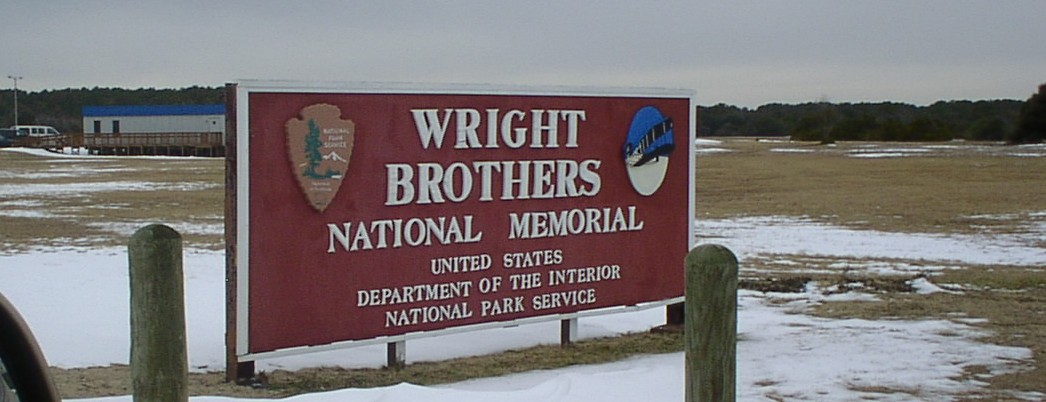
駐車場入り口の案内

ライト兄弟はデイトンに住んでおり、当地へは飛行実験のために遠路を旅行した。
当時は砂丘であったため試験飛行地に選ばれたが現在は公園部分が短いサボテンに覆われ、海岸には商店や住居が建っていて砂地部分は少ない。
本施設はアメリカ合衆国国立公園局が管理する390あまりの公園の一つであるとともに議会が定めた44のアメリカ合衆国国定記念建造物のうちの一つでもある。ここは史跡、公園、記念碑、博物館と隣接するファーストフライト空港が合体した観光地でもある。公園部分は通年開園している。世界遺産登録は辞退した。

## ライト兄弟記念碑

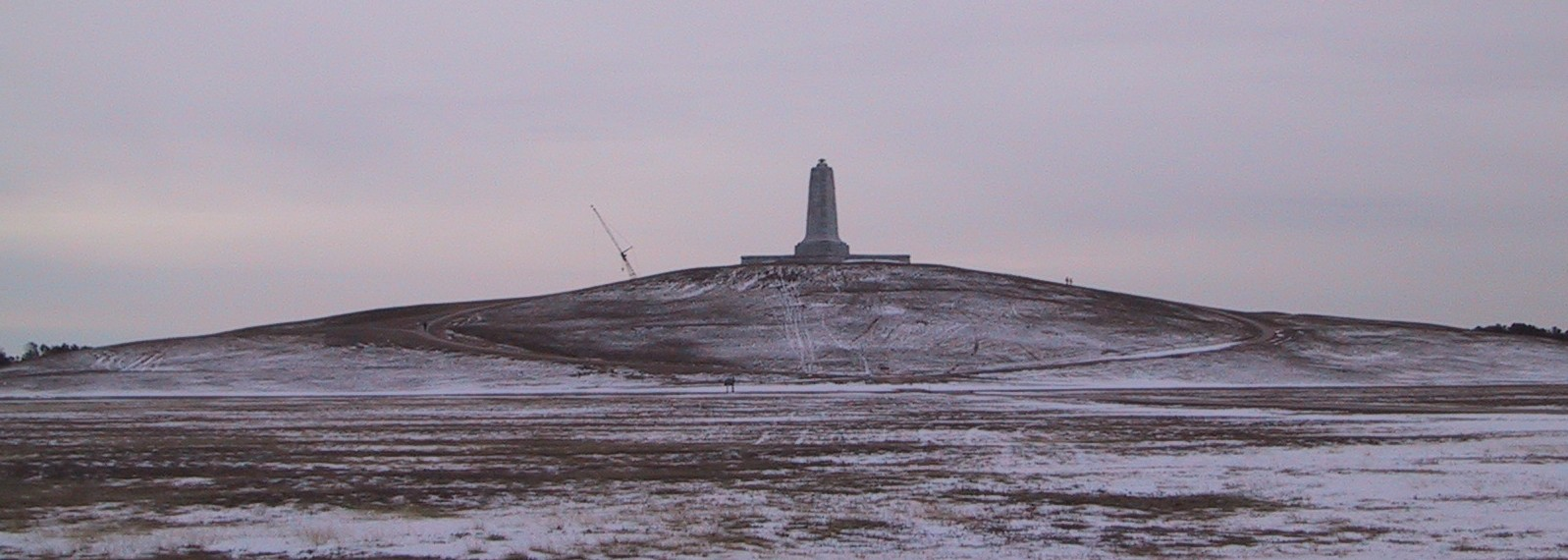
ビッグキルデビルヒル砂丘上の記念碑

1932年ビッグキルデビルヒル(Big Kill Devil Hill)砂丘の上に竣工した18mの塔。建設に際してはさまざまな論議が行われ、花崗岩1,200トンを含む4,400トン以上の資材を要した。塔の建設前に陸軍は植栽によりビッグキルデビルヒル砂丘の南西への移動を停止させた。

## 最初の動力飛行場所
発航点には1928年に花崗岩の記念碑が建てられ、12月17日の記念式典にはオーヴィル・ライトとアメリア・イアハートも列席した。
その後、1903年12月17日に行われた4回の動力飛行の着地点に記念碑が追加されている。また発航に使用したレールのレプリカが設置されている。

最初の動力飛行場所
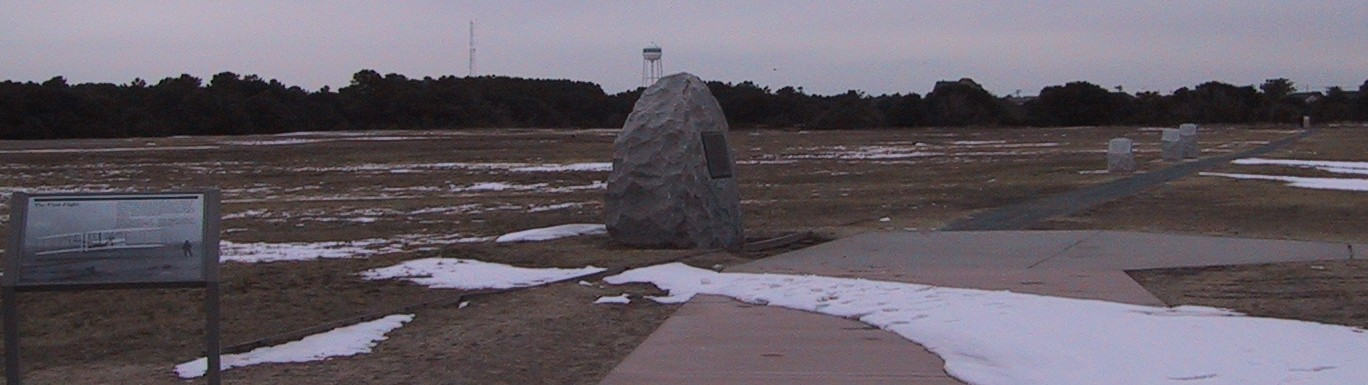
1928年に最初に設置された記念碑（中央）
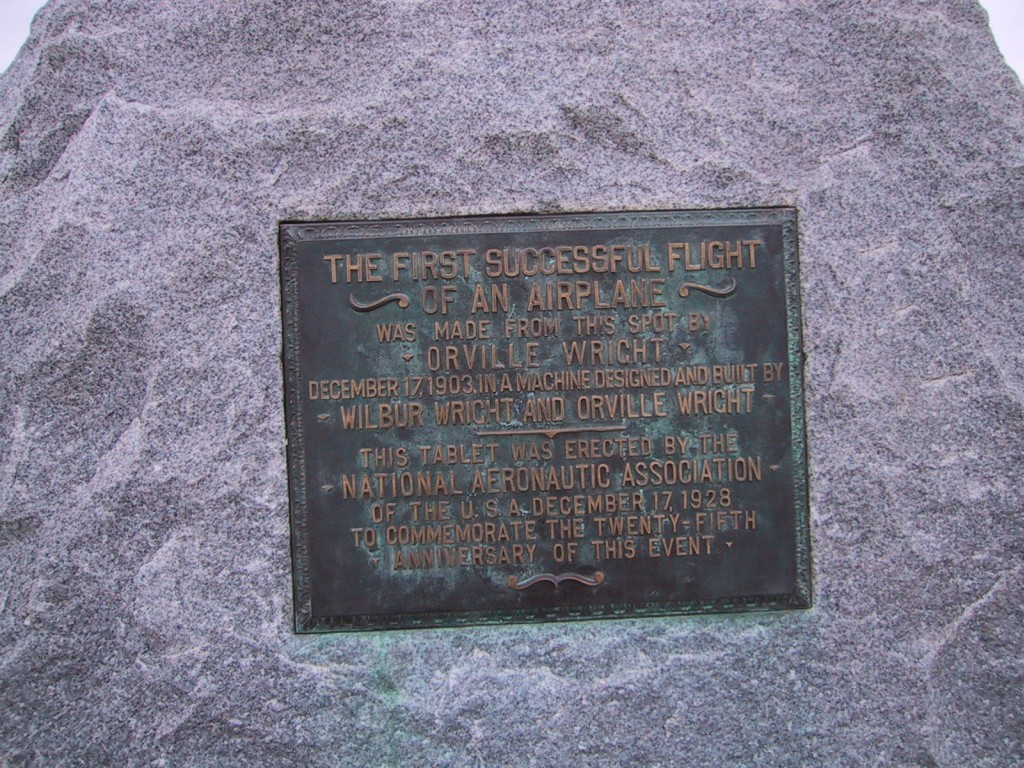
最初の記念碑のNAAによる碑文
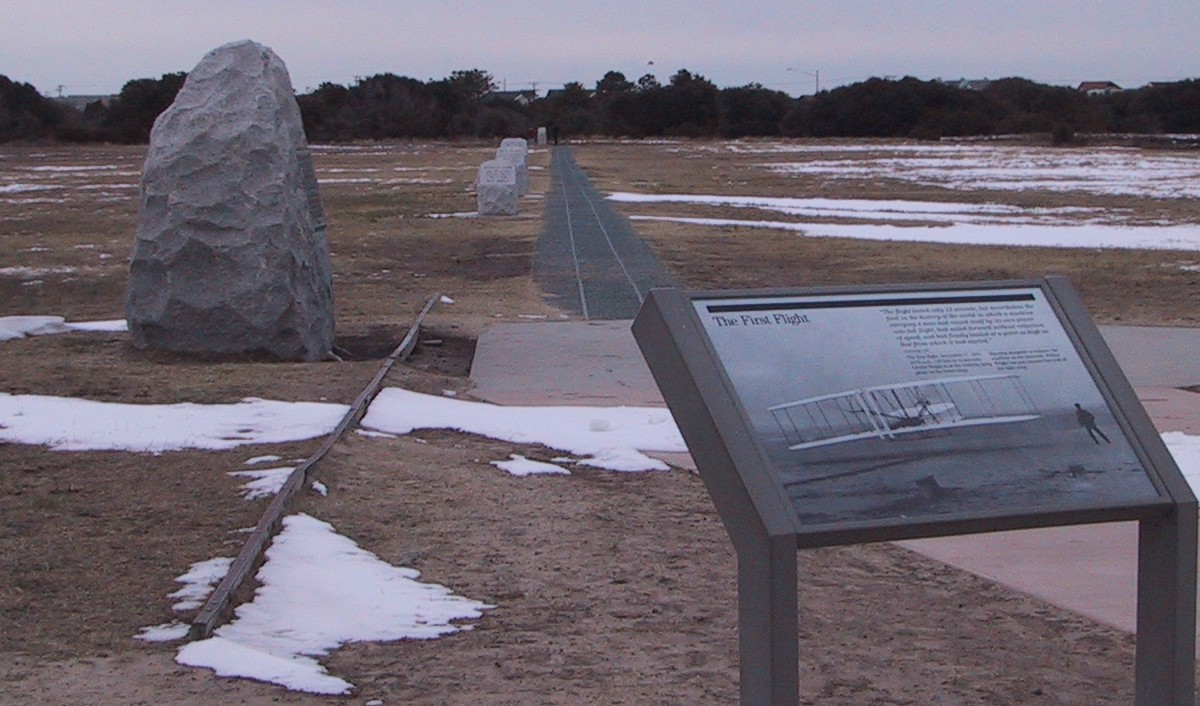
飛行方向（北）を発航地点から望む
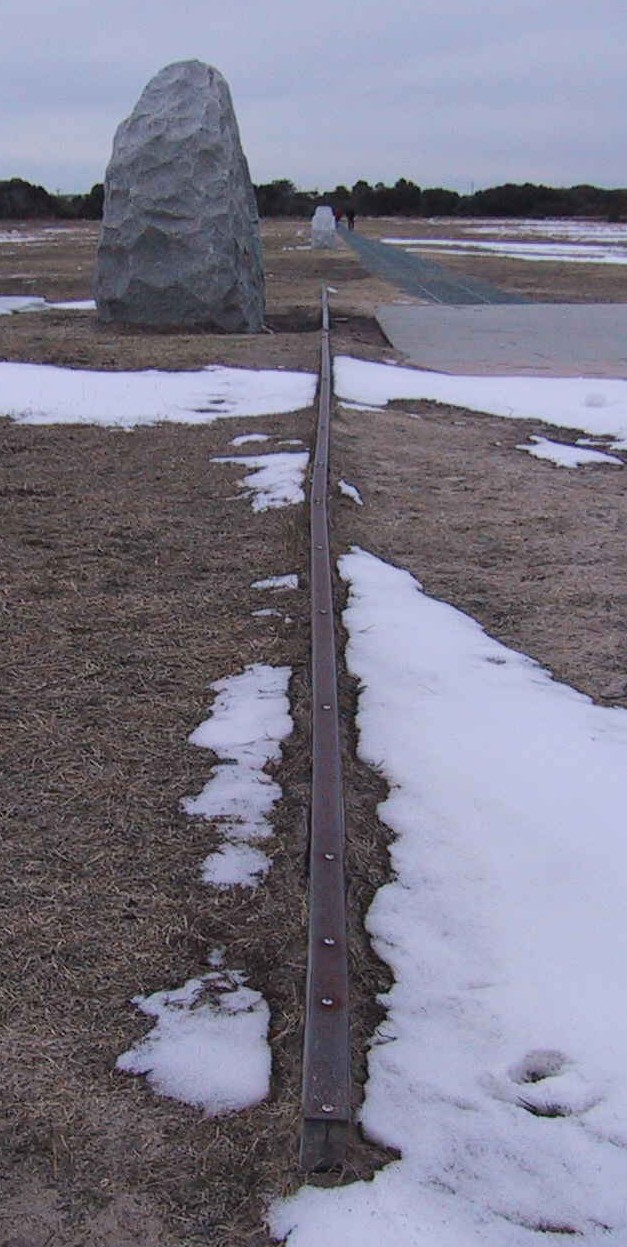
発航用レールのレプリカ
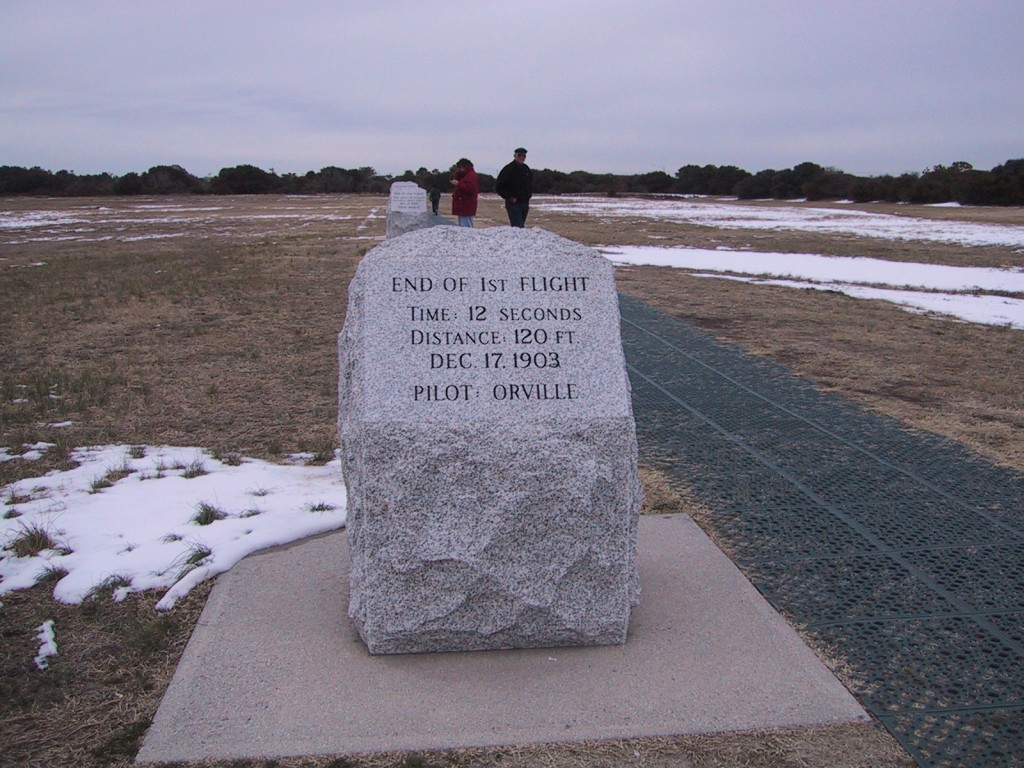
最初の着地点
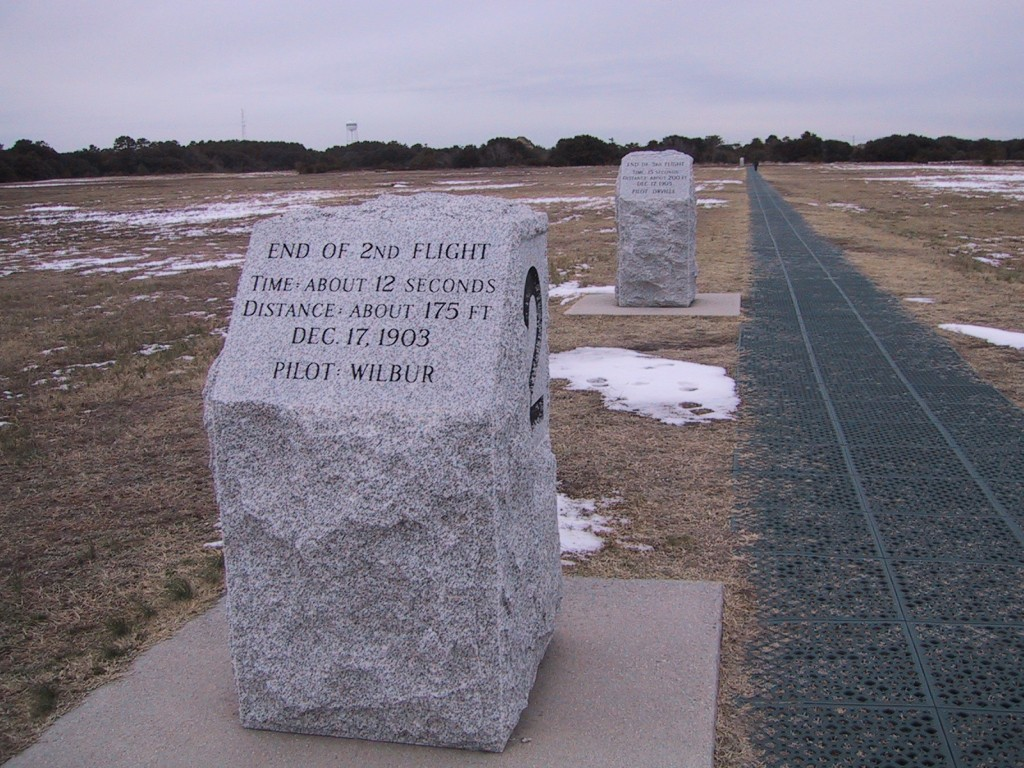
第2飛行の着地点
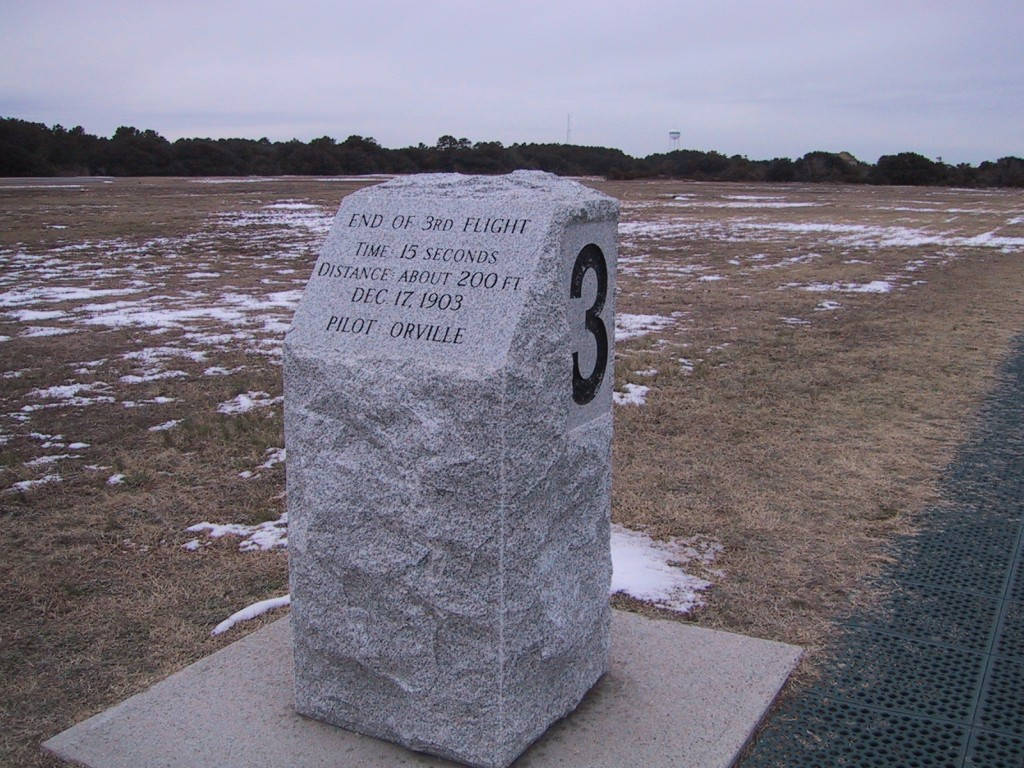
第3飛行の着地点
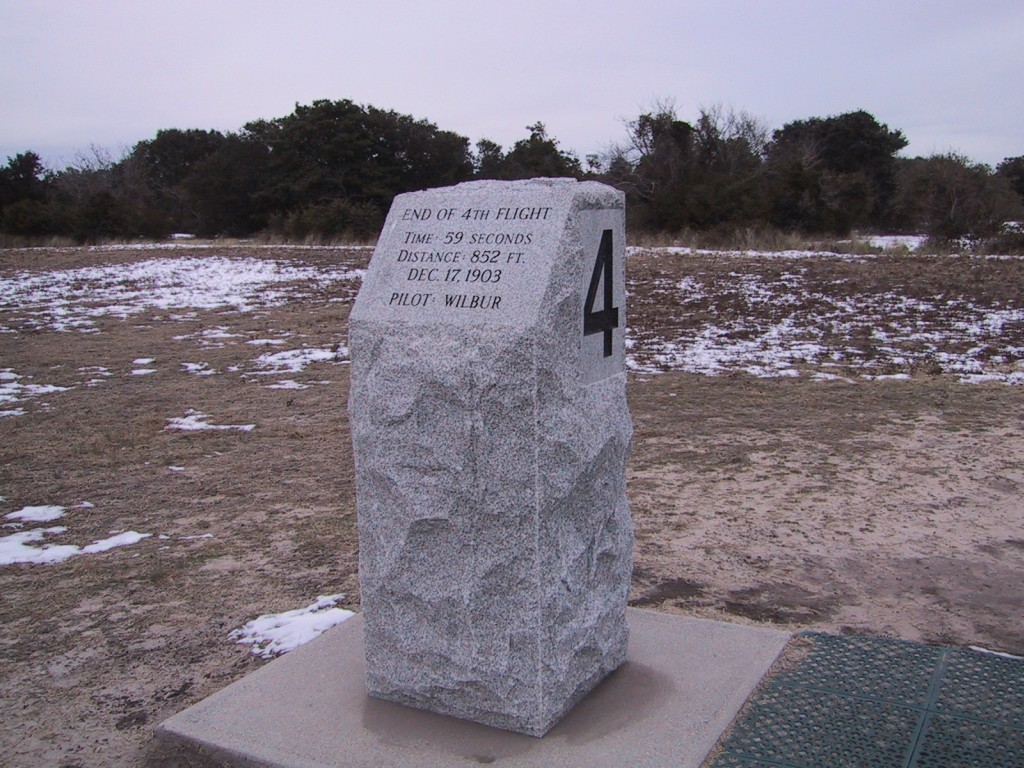
第4飛行の着地点
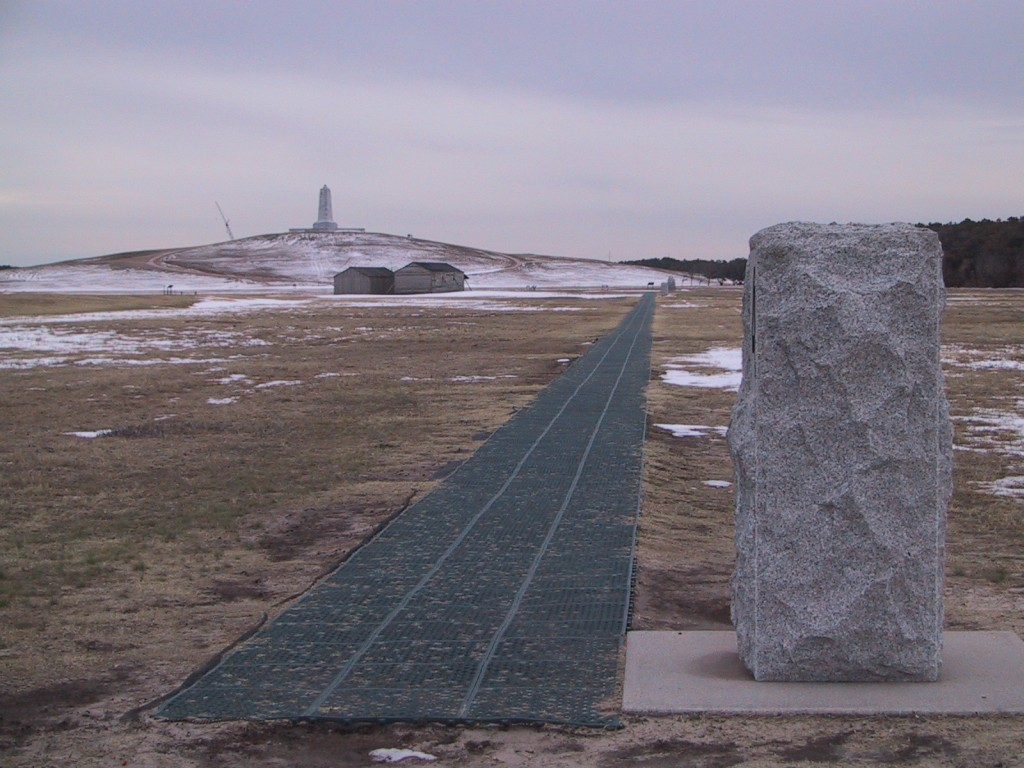
第4飛行の着地点から発航点を望む
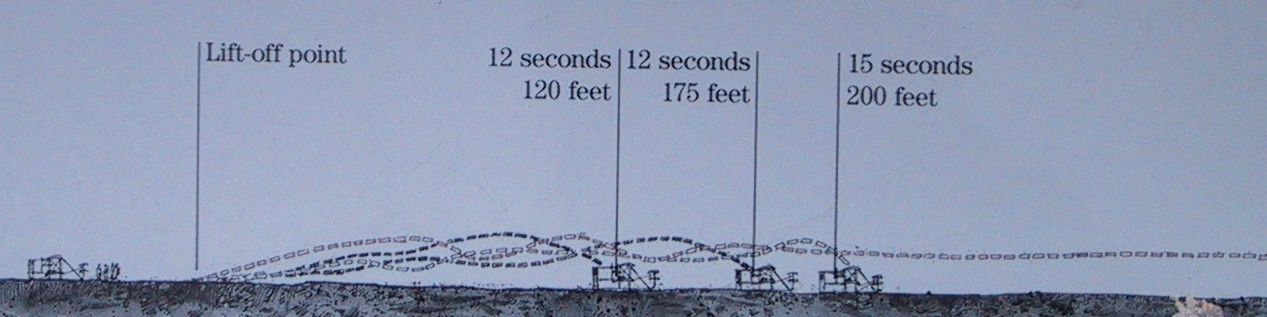
東から見た飛行プロフィル
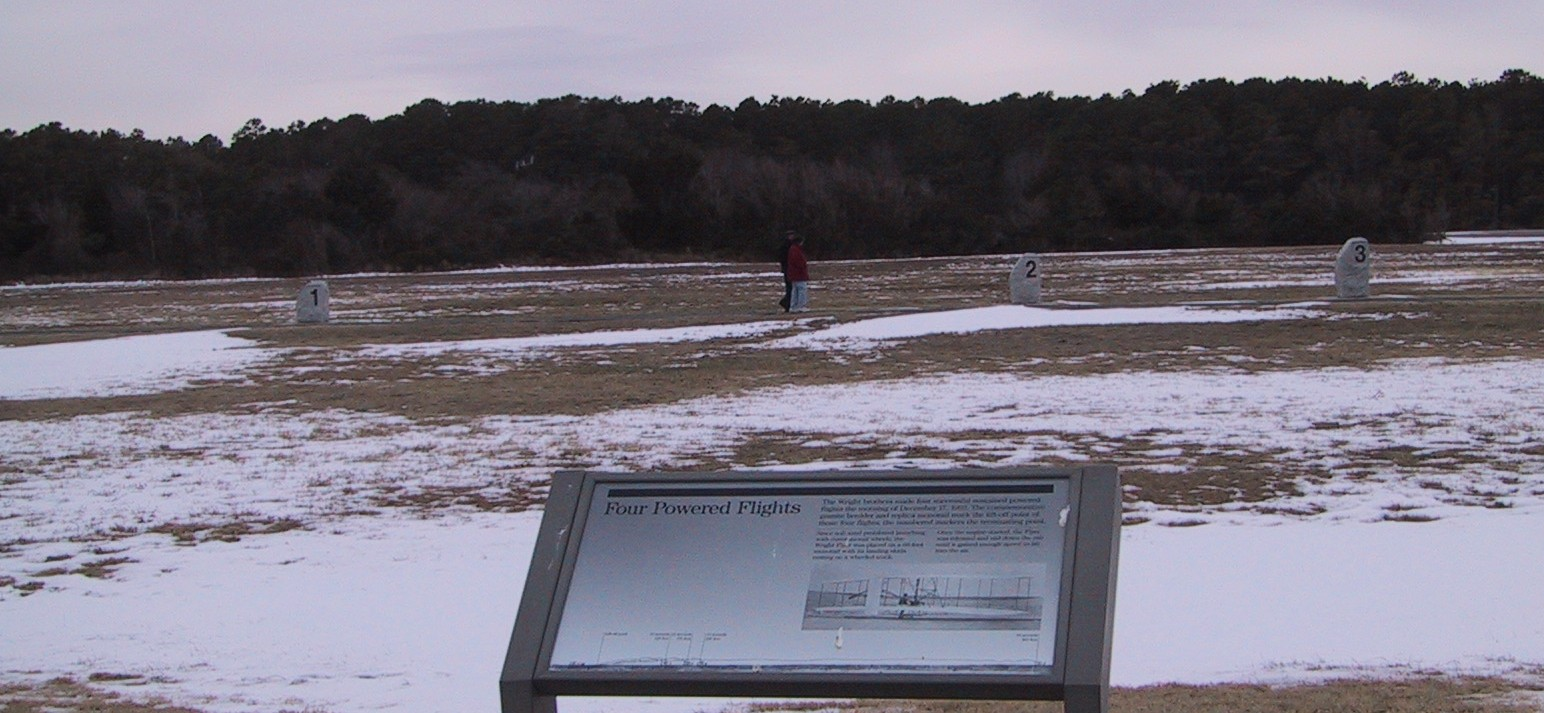
最初の3回の着地点を東から望む
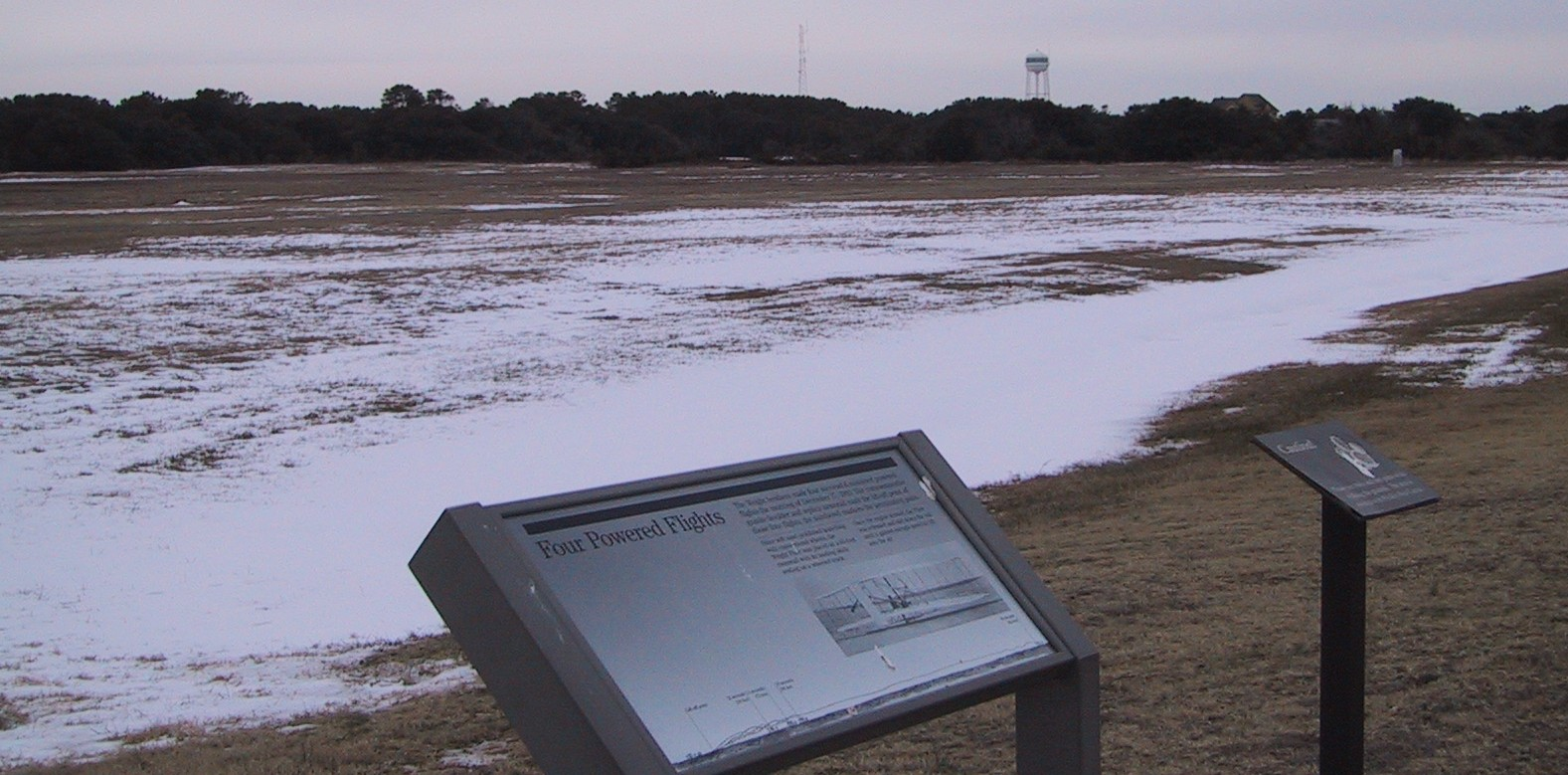
第4飛行の着地点を東から望む（遠方右）

## 復元した格納庫と作業小屋

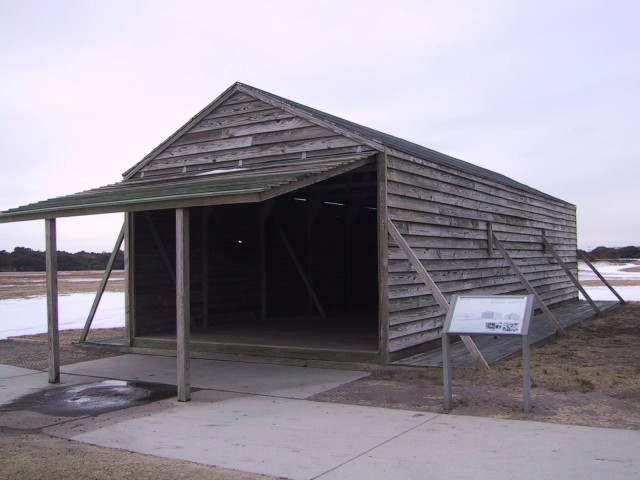
格納庫のレプリカ

最初の当地訪問ではライト兄弟はキティホークの郵便局兼住居に間借りした後、砂丘地区にテントを張って飛行試験を行っていた。格納庫がなかったために最後にグライダーを投棄している。その後の訪問でまず格納庫を、次に作業小屋を自作した。この格納庫と作業小屋が復元されている。床のない簡素な作りである。

## ビジターセンター
国立公園局が管理するビジターセンターの中で4傑に入る立派な建物。2003年の航空100周年事業で整備された。クリスマス以外開いており、9月から5月は9時から5時、その他の月は9時から6時の営業。

## ファーストフライト空港
ファーストフライト空港（First Flight Airport, KFFA,一般航空用空港）はタワーのない一般航空用の空港で滑走路周囲が林のため低空からは視認しにくい。また駐機スペースが狭いので飛行機で訪問する際には飛行場情報、イベント情報をしっかり調べておく必要がある。ビジターセンターなどへは徒歩でアクセスできる。100周年に関連してパイロット用の建屋も建設された。